# Beatrix av Neapel

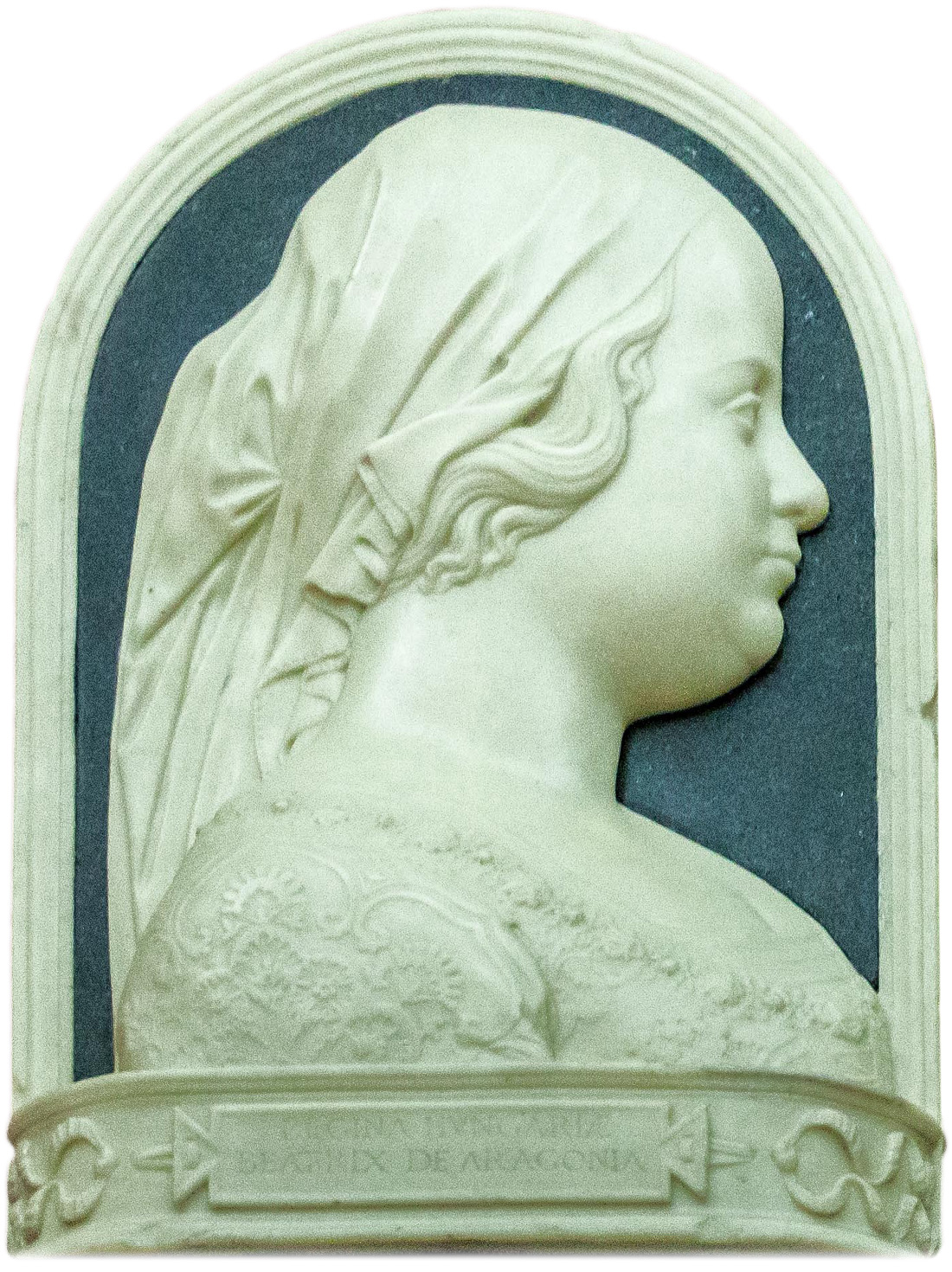
Beatrix av Neapel

Beatrix av Neapel, född 1457, död 1508, var drottning av Ungern och Böhmen, gift med Mattias I Corvinus av Ungern och Vladislav II av Böhmen och Ungern. 

## Biografi
Beatrix var dotter till Ferdinand I av Neapel och Isabella av Taranto. 

### Mattias drottning
Hon gifte sig med Mattias 1476 och kröntes till Ungerns drottning. Äktenskapet var en allians mellan Ungern och Neapel: 1480 och 1488 försvarades Neapel mot osmanska riket med ungersk hjälp. Beatrix var välbildad och anses ha spelat en stor roll för att införa den italienska renässansen i Ungern. Hon uppmuntrade Bibliotheca Corviniana, byggandet av palatset Visegrád och grundandet av en akademi. Hon åtföljde Mattias på invasionen i Österrike 1477 och fredsfördraget med Vladislav II 1479. Hon fick inga barn. Från 1479 försökte maken få sin illegitime son Johan Corvinus förklarad tronarvinge, vilket Beatrix motarbetade till 1490. 

### Vladislavs drottning
Då Mattias dog 1490, närvarade hon vid valet av näste monark med kungakronan placerad bredvid sig. Hon hade ett stort stöd av den ungerska adeln, som vid valet av Vladislav till näste monark också krävde att han skulle gifta sig med henne. Vladislav gifte sig med henne 1491, men förklarade att han hade tvingats göra det och inte ansåg äktenskapet lagligt; han var även tekniskt sett gift med Barbara av Brandenburg, även om de i realiteten inte var gifta. 1493 inleddes en utredning för att avgöra om äktenskapet med Beatrix var lagligt. År 1500 förklarades äktenskapet olagligt och Beatrix återvände till Neapel. 